# Labeo fuelleborni
Labeo fuelleborni és una espècie de peix cipriniforme de la família dels ciprínids.

## Morfologia
Els adults poden assolir els 43 cm de longitud total.

## Distribució geogràfica
Es troba al llac Rukwa (Àfrica).